# Natura umana (album)
Natura umana è il nono album di inediti del cantante italiano Gianluca Grignani, pubblicato il 25 ottobre 2011.
L'album, anticipato dal singolo Un ciao dentro un addio, contiene undici tracce composte dallo stesso Grignani, che si contraddistinguono per l'ampio utilizzo di chitarre elettriche.
La struttura e l'arrangiamento sono di matrice rock, con intermezzi di psichedelia.

## Tracce
1. Un ciao dentro un addio – 3:31
2. Natura umana – 3:58
3. Sguardi – 4:11
4. Che cosa importa se – 4:26
5. Mondo libero – 3:59
6. Miliardi di mani – 4:25
7. Io per te – 4:39
8. Finché ti dimentico – 3:51
9. Le scimmie parlanti – 3:27
10. Lontano da te (L'Europa dall'America) – 3:29
11. Se l'amore c'è ancora – 4:50

## Classifiche
| Classifica (2011) | Posizione massima raggiunto |
| ----------------- | --------------------------- |
| Italia            | 5                           |